# Carolyn Porco
Carolyn C. Porco (ur. 6 marca 1953 w Nowym Jorku) – amerykańska planetolog, ekspert w dziedzinie pierścieni planet.
Jako pierwszy naukowiec opisała zachowanie pierścieni Saturna odkrytych przez sondy Voyager 1 i Voyager 2, które fotografowały i zbierały dane na temat Jowisza, Saturna, Urana i Neptuna. Carolyn Porco pracowała w University of Arizona w Tucson, zrezygnowała jednak z tej pracy na rzecz przygotowania misji Cassini-Huygens, która dotarła do Saturna w 2005 roku. Jej nazwisko nosi także planetoida (7231) Porco. Carolyn Porco została uznana przez gazetę The Sunday Times za jednego z najwybitniejszych naukowców początku XXI wieku.